# Mahmoud Dahoud
Mahmoud Dahoud (Amuda, 1º gennaio 1996) è un calciatore tedesco con cittadinanza siriana, centrocampista dell'Eintracht Francoforte.

## Biografia
Nato in Siria, da piccolo si è rifugiato in Germania (a Düsseldorf per la precisione) con i suoi genitori.
Partito come mediano, con mansioni da incontrista, si è saputo ben adattare anche come mezzala di interdizione in un centrocampo a 3. Fa della sostanza e il temperamento le sue maggiori peculiarità, ciò lo porta a recuperare un notevole numero di palloni e ad essere prezioso nelle fasi di pressing. Grintoso e tenace, è fondamentale nella costruzione e nella rottura del gioco facendo ripartire brillantemente la squadra, pecca invece sul piano tecnico sopperendo però questa lacuna con ottime doti atletiche. Considerato uno dei migliori talenti tedeschi di sempre, ha avuto una brutta frenata a causa di alcuni seri infortuni.

## Carriera

### Club
Dahoud è arrivato nel M'gladbach nel 2010 dalle giovanili del Fortuna Düsseldorf. Nel 2014 ha fatto il suo debutto, il 28 agosto nella vittoria casalinga per 7 a 0 contro l'FK Sarajevo. L'esordio in campionato arriverà un anno dopo contro il Borussia Dortmund.
Il 30 marzo 2017, lo stesso Borussia Dortmund annuncia di aver perfezionato l'ingaggio del centrocampista, che firma un contratto fino al 2022.
Il 16 giugno  2023 viene acquistato dal Brighton, con cui firma un contratto quadriennale con decorrenza dal 1º luglio seguente. Dopo soli sei mesi e 14 presenze, lascia il club inglese.
Il 1º febbraio 2024 passa in prestito fino al termine della stagione allo Stoccarda.

### Nazionale
Ha giocato nelle nazionali giovanili tedesche Under-18, Under-19, Under-20 ed Under-21; con quest'ultima nazionale nel 2017 e nel 2019 ha anche partecipato agli Europei di categoria, vincendoli nel 2017.

## Statistiche

### Presenze e reti nei club
Statistiche aggiornate al 18 febbraio 2024.
| Stagione                   | Squadra                    | Campionato                 | Campionato | Campionato | Coppe nazionali | Coppe nazionali | Coppe nazionali | Coppe continentali | Coppe continentali | Coppe continentali | Altre coppe | Altre coppe | Altre coppe | Totale | Totale |
| Stagione                   | Squadra                    | Comp                       | Pres       | Reti       | Comp            | Pres            | Reti            | Comp               | Pres               | Reti               | Comp        | Pres        | Reti        | Pres   | Reti   |
| -------------------------- | -------------------------- | -------------------------- | ---------- | ---------- | --------------- | --------------- | --------------- | ------------------ | ------------------ | ------------------ | ----------- | ----------- | ----------- | ------ | ------ |
| 2014-2015                  | Borussia M'gladbach        | BL                         | 1          | 0          | CG              | 0               | 0               | UEL                | 2                  | 0                  | -           | -           | -           | 3      | 0      |
| 2015-2016                  | Borussia M'gladbach        | BL                         | 32         | 5          | CG              | 3               | 0               | UCL                | 6                  | 0                  | -           | -           | -           | 41     | 5      |
| 2016-2017                  | Borussia M'gladbach        | BL                         | 28         | 2          | CG              | 5               | 0               | UCL+UEL            | 5+4                | 0+1                | -           | -           | -           | 42     | 3      |
| Totale Borussia M'gladbach | Totale Borussia M'gladbach | Totale Borussia M'gladbach | 61         | 7          |                 | 8               | 0               |                    | 17                 | 1                  |             | -           | -           | 86     | 8      |
| 2017-2018                  | Borussia Dortmund          | BL                         | 23         | 0          | CG              | 3               | 0               | UCL+UEL            | 3+4                | 0+0                | SG          | 1           | 0           | 34     | 0      |
| 2018-2019                  | Borussia Dortmund          | BL                         | 14         | 1          | CG              | 3               | 0               | UCL                | 5                  | 0                  | -           | -           | -           | 22     | 1      |
| 2019-2020                  | Borussia Dortmund          | BL                         | 12         | 0          | CG              | 0               | 0               | UCL                | 2                  | 0                  | -           | -           | -           | 14     | 0      |
| 2020-2021                  | Borussia Dortmund          | BL                         | 21         | 1          | CG              | 3               | 0               | UCL                | 6                  | 1                  | SG          | 1           | 0           | 31     | 2      |
| 2021-2022                  | Borussia Dortmund          | BL                         | 22         | 2          | CG              | 1               | 0               | UCL+UEL            | 4+2                | 2+0                | SG          | 1           | 0           | 30     | 2      |
| 2022-2023                  | Borussia Dortmund          | BL                         | 9          | 0          | CG              | 1               | 0               | UCL                | 0                  | 0                  |             |             |             | 10     | 0      |
| Totale Borussia Dortmund   | Totale Borussia Dortmund   | Totale Borussia Dortmund   | 101        | 4          |                 | 11              | 0               |                    | 26                 | 1                  |             | 3           | 0           | 141    | 5      |
| 2023-feb. 2024             | Brighton                   | PL                         | 9          | 0          | FACup+CdL       | 0+1             | 0+0             | UEL                | 4                  | 0                  | -           | -           | -           | 14     | 0      |
| feb.-giu. 2024             | Stoccarda                  | BL                         | 3          | 1          | CG              | 1               | 0               | -                  | -                  | -                  | -           | -           | -           | 4      | 1      |
| Totale carriera            | Totale carriera            | Totale carriera            | 174        | 12         |                 | 21              | 0               |                    | 47                 | 2                  |             | 3           | 0           | 245    | 14     |

### Cronologia presenze e reti in nazionale
| Cronologia completa delle presenze e delle reti in nazionale ― Germania | Cronologia completa delle presenze e delle reti in nazionale ― Germania | Cronologia completa delle presenze e delle reti in nazionale ― Germania | Cronologia completa delle presenze e delle reti in nazionale ― Germania | Cronologia completa delle presenze e delle reti in nazionale ― Germania | Cronologia completa delle presenze e delle reti in nazionale ― Germania | Cronologia completa delle presenze e delle reti in nazionale ― Germania | Cronologia completa delle presenze e delle reti in nazionale ― Germania |
| Data                                                                    | Città                                                                   | In casa                                                                 | Risultato                                                               | Ospiti                                                                  | Competizione                                                            | Reti                                                                    | Note                                                                    |
| ----------------------------------------------------------------------- | ----------------------------------------------------------------------- | ----------------------------------------------------------------------- | ----------------------------------------------------------------------- | ----------------------------------------------------------------------- | ----------------------------------------------------------------------- | ----------------------------------------------------------------------- | ----------------------------------------------------------------------- |
| 7-10-2020                                                               | Colonia                                                                 | Germania                                                                | 3 – 3                                                                   | Turchia                                                                 | Amichevole                                                              | -                                                                       | 79’                                                                     |
| 11-11-2020                                                              | Berlino                                                                 | Germania                                                                | 1 – 0                                                                   | Rep. Ceca                                                               | Amichevole                                                              | -                                                                       | 46’                                                                     |
| Totale                                                                  |                                                                         | Presenze                                                                | 2                                                                       |                                                                         | Reti                                                                    | 0                                                                       |                                                                         |

## Palmares

### Club

#### Competizioni nazionali
- Supercoppa di Germania: 1

Borussia Dortmund: 2019
- Coppa di Germania: 1

Borussia Dortmund: 2020-2021

### Nazionale
- Campionato d'Europa Under-21: 1

Polonia 2017

### Individuale
- Squadra del torneo degli Europei Under-21: 1

Italia-San Marino 2019